# Prosciurillus abstrusus
Prosciurillus abstrusus — вид гризунів родини Sciuridae. Вона є ендеміком острова Сулавесі (Індонезія), де зустрічається в горах Менгкока на південному сході Сулавесі. Її природним середовищем існування є гірський ліс. Їй загрожує втрата середовища існування.

## Характеристики
Довжина голови й тулуба становить приблизно від 11,5 до 14,8 сантиметрів. Хвіст має довжину приблизно від 7 до 13 сантиметрів, трохи коротший за решту тіла. Спина та хвіст тварин темно-коричневі з піщаними плямами. Низ темно-сіро-білий, а деякі особини також мають бліду піщану пляму на горлі.